# Равна-Гора (Бургасская область)
Равна-Гора (болг. Равна гора) — село в Болгарии. Находится в Бургасской области, входит в общину Созопол. Население составляет 804 человека (2022).

## Политическая ситуация
В местном кметстве Равна-Гора, в состав которого входит Равна-Гора, должность кмета (старосты) исполняет Иванка Недялкова Петрова (Либеральный Альянс, объединение «Достойная Болгария») по результатам выборов правления кметства.
Кмет (мэр) общины Созопол — Панайот Василев Рейзи (коалиция в составе 3 партий; Союз свободной демократии (ССД), Болгарский демократический союз «Радикалы», движение НАШИЯТ ГРАД) по результатам выборов в правление общины.

## Население
1934 год  — 720 человек
1946 год  — 658 человек
1956 год  — 692 человек
1965 год  — 691 человек
1975 год  — 824 человек
1985 год  — 819 человек
1992 год  — 523 человек
2001 год  — 642 человек
2011 год  — 662 человек